# Leonard Compagno
Leonard J. V. Compagno, né le 4 décembre 1943 à San Francisco et mort le 25 septembre 2024, est un ichtyologiste reconnu comme autorité internationale de la taxinomie des requins et l'auteur de nombreux articles scientifiques et de livres sur le sujet, le plus connu étant son ouvrage de 1984 cataloguant les espèces de requins et produit pour la FAO de l'Organisation des Nations unies.

## Carrière
Il commence sa carrière académique à l'université Stanford où il termine son doctorat de recherche par la monographie Squali Carcharhiniformes: morfologia, sistematica e filogenesi (Requins Carcharhiniformes : morphologie, systématique et phylogénie). En 1984 il écrit le premier volume de la série Catalogue of World Sharks (Catalogue des Requins du Monde), écrit pour l'Organisation des Nations unies pour l'alimentation et l'agriculture. Il publie 500 autres travaux, via des livres entiers, de simples chapitres, d'articles scientifiques et de sommaires scientifiques (« abstracts »), et a récemment coécrit A Field Guide to the Sharks of the World (Un Guide de Terrain sur les Requins du Monde).
Il est professeur adjoint à l'université d'État de San Francisco de 1979 à 1985, Conservateur des Poissons au Département des Sciences Naturelles, Directeur du Centre de Recherche sur les Requins (SRC - Shark Research Centre) des Iziko Museums du Cap et a également été directeur du Shark Research Institute (SRI).
Il a été consultant scientifique pour plusieurs films internationaux, notamment pour Les Dents de la mer des studios Universal et réalisé par Steven Spielberg, Great White Shark et Sensitive Sharks pour la BBC Natural History Unit et Jurassic Shark de la Survival Anglia. Leonard est aussi un protecteur des requins passionné, et le meilleur exemple est le rôle qu'il a joué en convainquant le gouvernement de l'Afrique du Sud pour protéger le grand requin blanc en 1991.
À son nouveau poste de directeur de recherche du SOSF Shark Centre, Leonard poursuit ses recherches et ses études de la systématique, la morphologie, l'évolution et la biologie de conservation des poissons cartilagineux, combinant les méthodes de recherche traditionnelles et des techniques avant-gardistes et de niche.
En plus de son rôle au sein du SOSF, Compagno est aussi le cofondateur de la American Elasmobranchi Society (Société américaine pour les élasmobranches), un membre ordinaire de la Société Royale d'Afrique du Sud et vice-président régional en Afrique du Sud pour le groupe des spécialistes des requins de l'UICN.

## Décorations
- 2008 - Gilchrist Memorial Medal[4]

## Liste sélective de publications
- [PDF] (en) Leonard Compagno, FAO species catalogue, vol. 4 : Sharks of the world. An annotated and illustrated catalogue of sharks species known to date, FAO Fish Synop., 1984 (lire en ligne), partie 1, « Hexanchiformes to Lamniformes », p. 1-249
- [PDF] (en) Leonard Compagno, FAO species catalogue, vol. 4 : Sharks of the world. An annotated and illustrated catalogue of sharks species known to date, FAO Fish Synop., 1984 (lire en ligne), partie 2, « Carcharhiniformes », p. 251-655
- (en) Sharks of the Order Carcharhiniformes, Princeton, New Jersey, Princeton University Press, 1988, 486 p. (ISBN 0-691-08453-X)
- (en) Leonard Compagno, « Checklist of living elasmobranches », cité dans W.C. Hamlett, Sharks, skates and rays : the biology of elasmobranchs fishes, Maryland, Johns Hopkins University Press, 1999, 515 p. (lire en ligne), p. 471-498
- [PDF] (en) Leonard Compagno, Sharks of the world. An annotated and illustrated catalogue of shark species known to date, vol. 2 : Bullhead, mackerel, and carpet sharks (Heterodontiformes, Lamniformes and Orectolobiformes), Rome, FAO Species Catalogue for Fishery Purposes, 2001, 269 p. (lire en ligne), chap. 1
- (en) Leonard Compagno, M. Dando et S. Fowler, A Field Guide to the Sharks of the World, Londres, HarperCollins Publishers Ltd., 2005, 368 p. (ISBN 978-0-00-713610-0)